# Neosparassus festivus
Neosparassus festivus là một loài nhện trong họ Sparassidae.
Loài này thuộc chi Neosparassus. Neosparassus festivus được Ludwig Carl Christian Koch miêu tả năm 1875.